# Svinčany
Svinčany település Csehországban, a Pardubicei járásban. Svinčany Jeníkovice, Heřmanův Městec, Klešice, Chrtníky, Svojšice, Stojice és Choltice településekkel határos. Lakosainak száma 573 fő (2024. január 1.).

## Népesség
A település lakosságának változását az alábbi diagram mutatja:
| Lakosok száma | 722  | 872  | 857  | 607  | 428  | 370  | 467  | 480  | 512  | 573  |
|               | 1869 | 1890 | 1921 | 1950 | 1980 | 2001 | 2017 | 2019 | 2022 | 2024 |